# Iris Fuentes-Pila
Iris Fuentes-Pila, född den 10 augusti 1980 i Santander, är en spansk friidrottare som tävlar i medeldistanslöpning.
Fuentes-Pila deltog vid EM 2002 i München där hon slutade på en elfte plats på 1 500 meter. Hon deltog även vid Olympiska sommarspelen 2004 men blev utslagen i semifinalen.
Vid VM 2007 var hon i final och slutade tolva på 1 500 meter. Hon var även i final vid Olympiska sommarspelen 2008 där hon blev åtta på tiden 4.04,86.

## Personliga rekord
- 1 500 meter - 4.04,25